# Norge i olympiska sommarspelen 1956
Norge deltog med 18 deltagare vid de olympiska sommarspelen 1956 i Melbourne och Stockholm. Totalt vann de tre medaljer och slutade på tjugoandra plats i medaljligan.

## Medaljer

### Guld
- Egil Danielsen - Friidrott, spjutkastning

### Brons
- Audun Boysen - Friidrott, 800 m
- Ernst Larsen - Friidrott, 3000 m